# Cleidogona atoyaca
Cleidogona atoyaca är en mångfotingart som beskrevs av Chamberlin 1943. Cleidogona atoyaca ingår i släktet Cleidogona och familjen Cleidogonidae. Inga underarter finns listade i Catalogue of Life.